# باشگاه فوتسال راه‌آهن
باشگاه فوتسال راه‌آهن یکی از باشگاه‌های فعال فوتسال در کشور ایران است. این تیم هم‌اکنون در دسته اول سری مسابقات لیگ فوتسال زنان و مردان ایران که بالاترین سطح فوتسال در ایران می‌باشد، به رقابت به دیگر تیم‌ها می‌پردازد.

## تیم مردان: فصل ۸۶-۸۵
این تیم در فصل ۸۶-۸۵ به عنوان سومی این مسابقات دست پیدا کرد. این مسابقات با شرکت ۱۴ تیم برگزار گردید. که در انتها تیم فوتسال شن‌سا ساوه به مقام قهرمانی رسید.
این تیم از ۲۶ بازی خود صاحب ۱۴ برد و ۴ تساوی و ۸ باخت شد.

## تیم زنان: فصل ۸۷
تیم زنان باشگاه در فصل ۸۷ لیگ برتر فوتسال ایران به مقام قهرمانی رسید.